# Чудесна судбина Амели Пулен
Чудесна судбина Амели Пулен или Чудесан живот Амели Пулен (фр. Le Fabuleux Destin d'Amélie Poulain или Amélie) француска је романтична комедија режисера Жан-Пјера Женеа у којој главну улогу игра Одре Тоту. Сценарио за филм, чија је радња смештена у деловима Монмартра, написали су Жене и Гијом Лоран. Филм пружа интересантан и помало идеализован поглед на савремен начин живота у Паризу. Индивидуе свих ликова у филму долазе до изражаја, због разрађености њихових особина и свакодневних навика.
Филм је првобитно приказан у априлу 2001. године у Француској, Белгији и у швајцарском делу француског говорног подручја, уз неколико приказивања на различитим филмским фестивалима у свету.
Филм је добио укупно 27 међународних филмских награда и проглашен је за најбољи филм Европе, освојио је четири награде Цезар (укључујући награде Цезар за најбољи филм и најбољег режисера), две награде БАФТА (укључујући награду за оригинални сценарио), а био је номинован и за четири Оскара Америчке филмске академије.

## Радња
Радња филма прати причу о девојци Амели, која са својим схватањима правде покушава да усрећи и помогне људима око себе. Амели у детињству није имала прилику да осети близину и љубав родитеља и одмалена је почела да гради неки свој свет и живи у њему. Двадесет трогодишња Амели живи сама у стану у центру Париза и ради као конобарица у малом кафићу „Две ветрењаче“ на Монмартру.
Амели води једноставан живот, ужива у малим стварима које јој причињавају задовољство, као што је завлачење руке у џак семена, ломљење корице пудинга кашичицом, бацање каменчића у реку, посматрање лица људи у биоскопу... Дан смрти енглеске принцезе Дајане јој потпуно мења живот. Тога дана она иза зидне плочице у свом купатилу проналази стару металну кутију, „тајно благо“ са драгоценостима једног дечака, коју је он сакрио пре четрдесетак година. Амели одлучује да пронађе власника кутије и врати му је са мишљу: ако успе то да уради, усрећиће човека, а ако не - онда ништа. Успевши у томе, Амели одлучује да ће и убудуће чинити мале ствари људима око себе, како би их учинила срећним.
Предано, креативно и са уживањем, посвећујући се овој одлуци, Амели усрећује комшије, колеге, оца. Поставши „анђео чувар“ многима, изводећи компликоване, али скривене поступке, она преобраћа токове живота људима око себе на позитивнију страну. И док запоставља размишљање о себи, стари човек, који се бави реконструкцијом уметничких дела, је надгледа, започињући конверзацију с њом о његовим сликама. У даљој комуникацији, њих двоје ће често разговарати о карактеру једног лика са уметничке слике, ког ће старац, иако се то нигде у филму не помиње експлицитно, поистовећује са Амели.
Иако се заљубљује у мистериозног младића Нина, сакупљача исцепаних фотографија, Амели је превише стидљива да предузме нешто поводом тога. Судбина је доводи до тога да она проналази његов албум са фотографијама и кроз читав низ задатака она му га враћа, а касније и открива свој идентитет. Плашљиву девојку стари уметник охрабрује и она проналази своју љубав.

## Улоге
| Глумац          | Улога                     |
| --------------- | ------------------------- |
| Одре Тоту       | Амели Пулен               |
| Матје Касовиц   | Нино Кенканпоа            |
| Серж Мерлен     | Ремон Дифајел             |
| Рифус           | Рафаел Пулен, Амелин отац |
| Јоланд Моро     | Мадлен Волас, саветник    |
| Арти де Пенгерн | Иполито, писац            |
| Ирбен Канселије | Колињон, продавац         |
| Џамел Дбуз      | Лисјен                    |
| Доминик Пинон   | Жозеф                     |
| Изабел Нанти    | Жоржет                    |
| Морис Бенишу    | Бретодо                   |
| Андре Дусолије  | наратор                   |

## Музика
Музику за филм компоновао је Јан Тјерсен.

## Филмска критика
Чудесна судбина Амели Пулен је добила пет звездица и прозвана је „једним од најбољих филмова године, поред филмова Сирано де Бержерак и Поштар, који може све надмашити“, од стране Алана Морисона из Empire Online-a.
Паул Татара из CNN Reviewer-a, описао је „Амели“ као филм разигране природе.
Негативну критику филм је добио од Сергеја Каганског из  Les Inrockuptibles за нереалистичну и сликовиту визију француског друштва са пар етничких мањина.